# Сандзьо Санетомі
Сандзьо́ Сането́мі (яп. 三条実美, さんじょうさねとみ; 13 березня 1837 — 18 лютого 1891) — японський політичний і державний діяч, аристократ кінця періоду Едо — періоду Мейджі. Правий міністр (1869—1871), великий державний міністр (1871—1885), міністр печатки (1885—1891). Виконувач обов'язків прем'єр-міністра Японії (25 жовтня — 24 грудня 1889). Герцог.

## Біографія
Сандзьо Санетомі народився 13 березня 1837 року в Кіото. Його рід належав до другої категорії японської аристократії — сейка. Батько хлопця, Сандзьо Санецуму, входив до числа провідних політиків Імператорського двору　і займав посади монаршого вісника та міністра печатки. Це давало його сину можливість зробити кар'єру при дворі. 4 липня 1854 року Санетомі отримав молодший 5-й ранг вищого класу, а за три місяці — посаду Імператорського прислужника. 18 жовтня того ж року він пройшов церемонію повноліття і офіційно заступив на дарований йому пост.
Під впливом свого батька, а також традиційних антисамурайських настроїв серед столичної аристократії, Санетомі став прихильником громадського радикального руху «Шануймо Імператора, геть варварів!». Протягом 1862 — 1863 років він завів тісні стосунки із політичними діячами з Тьосю-хану, які виступали за повалення сьоґунату Токуґаву і реставрацію прямого Імператорського правління, поступово перетворившись на одного з лідерів цього руху. 1862 року, разом із Анеґакодзі Кінтомо, Сантомі брав участь у вигнанні з двору поміркованих аристократів Тіґуси Аріфумі й Івакури Томомі, як виступали за співпрацю із сьоґунатом. В листопаді того ж року, після отримання 3-й молодший рангу, посад тимчасового середнього радника й Імператорського вісника, він відвідав 14-го сьоґуна Токуґаву Іємоті в Едо, де передав йому монарший рескрипт про вигнання іноземців з країни.
15 лютого 1863 року Сантомі посів новоутворену при дворі посаду відповідального за державні справи. Разом із представниками Тьосю-хану він планував подати Імператору петицію під час монаршої поїздки до Ямато з проханням скасувати сьоґунат. Проте в ході інциденту Бункю 1863 року прибічники поміркованої партії, що ратували за співробітництво Імператорського двору із сьоґунатом, вигнали зі столиці Санетомі та інших представників радикального антиурядового руху. Вони були змушені тікати до Тьосю-хану.
3 січня 1868 року, в результаті скасування сьоґунату і початку реставрації Мейджі, новий Імператорський уряд повернув Санетомі усі ранги і посади, які він займав до 1863 року. 21 січня опальний аристократ прибув до столиці і став старшим радником Імператора. 2 лютого 1868 року він посів керівний пост віце-голови нового уряду, а 15 серпня 1869 року, після реформи державного апарату, був призначений правим міністром, що фактично керував державними справами. Паралельно з цим Санетомі виконував обов'язки голови Ради синто. Після чергової реорганізації уряду 13 вересня 1871 року, він склав із себе усі попередні повноваження і зайняв найвищий пост великого державного міністра, голови уряду.
В результаті ліквідації ханів і заснування префектур 1871 року реальна влада в уряді поступово перейшла до адміністраторів з різних ханських фракцій. Санетомі, який лишався формальним керівником уряду і представником титулованої знаті, намагався виконувати роль посередника між ними під час конфліктів. Його невідповідність цій ролі засвідчили урядові дебати про завоювання Кореї 1873 року. Під час них державний міністр розхвилювався настільки, що захворів і був неспроможний займатися державними справами протягом декількох місяців.
За заслуги перед Імператором, Санатомі нагородили Орденом вранішнього сонця першого класу (1876) і Орденом хризантеми (1882). З 1883 року він став головою Асамблеї титулованої шляхти Японії, а 1884 року отримав від Імператора титул герцога.
22 грудня 1885 року відбулася чергова реформа державного апарату, яка впровадила в країні систему кабінету міністрів. Санетомі зайняв у ній посаду міністра печатки. 25 жовтня 1889 року, після відставки уряду Куроди Кійотаки, він залишився на цьому посту і до 24 грудня того ж року паралельно виконував обов'язки прем'єр-міністра Японії. В лютому 1890 року, у зв'язку із постанням японського Парламенту, екс-міністр став депутатом верхньої Палати перів.
18 лютого 1891 року 55-річний Сандзьо Санетомі помер в Токіо. Його урочисто поховали за державний кошт на території монастиря Ґококудзі в токійському районі Бункьо.